# Knúkur (Sandoy)
Knúkur è un rilievo alto 369 metri sul mare situato sull'isola di Sandoy dell'arcipelago delle Isole Fær Øer, in Danimarca.